# 凱瑟琳·哈內斯塔
凱瑟琳·哈內斯塔（英語：Kathrin Honesta，？—），是一名印尼的自由創作者，作品以插畫為主。

## 生平
凱瑟琳·哈內斯塔出生於印尼北蘇門答臘棉蘭，到13歲時，搬到雅加達，待大約八年，在2011年前往馬來西亞的The One Academy取得廣告及平面設計的學位，畢業後進入廣告公司工作。作品包括半自传体绘本《影子與星星》。
2017年，她參與Monster Project的童書繪本， 開始跟朋友合作一起發展新的作品集。